# 柴楨省
柴楨省（高棉語發音：[kʰaet sʋaːj riəŋ]）是柬埔寨的一個省，位於該國東南部。該省的名字在高棉語中意思是「排成列的芒果」。
該省是柬埔寨的一個突出部，東、南為越南包圍，有「鸚鵡咀」之稱。首府柴楨市。
該省下分7縣、80鎮、690村。该省最大城市为接邻越南的边境城市巴韦市。

## 行政区划
- 占德列县（ស្រុកចន្ទ្រា）
- 磅罗县（ស្រុកកំពង់រោទិ៍）
- 伦多县（ស្រុករំដួល）
- 罗密赫县（ស្រុករមាសហែក）
- 斯外芝伦县（ស្រុកស្វាយជ្រំ）
- 柴桢县（ក្រុងស្វាយរៀង）
- 斯外迭县（ស្រុកស្វាយទាប）
- 巴韦县（ក្រុងបាវិត）